# Worshipful Company of Clockmakers
Die Worshipful Company of Clockmakers (kurz: Clockmakers’ Company, in der Fachliteratur auch C. C.) ist eine der 110 Livery Companies der City of London. Die einer Zunft ähnliche Vereinigung der Uhrmacher wurde am 22. August 1631 von Charles I. durch königliche Satzung, die sogenannte Royal Charter, gegründet.

## Geschichte und Entwicklung
Der ursprüngliche Zweck war die Regulierung und Förderung des Uhrmacherhandwerkes zusammen mit einigen anderen Handwerken, wie dem Gravieren oder Herstellen von Sonnenuhren und mathematischen Instrumenten. Der Geltungsbereich der Satzung war ursprünglich auf das Stadtgebiet von London und einen Umkreis von zehn Meilen beschränkt, wurde aber in einigen Bereichen auf ganz England und Wales ausgedehnt.
Die Company hatte besonderes Interesse an Qualitätskontrolle, an der Ausbildung neuer Uhrmacher und dem Wohlergehen ihrer Mitglieder. Innerhalb der Stadt sollte niemand Uhren und Uhrenteile herstellen und verkaufen oder Uhrenteile ankaufen dürfen, außer er war Mitglied der Zunft. Zur Durchsetzung dieser Ziele hatte die Company weitreichende Befugnisse und sie war ermächtigt Regeln für den Uhrenhandel aufzustellen. Die Lehrzeit für Uhrmacher wurde auf fünf Jahre festgeschrieben und Zuwiderhandlungen mit empfindlichen Strafen belegt. Einfach Mitglieder durften nur einen Lehrling ausbilden, als Master, Warden oder Assistant derer zwei. Die Company durfte im Beisein eines Polizisten alle Schiffe, Lagerhäuser, Betriebe und jegliche Orte durchsuchen, wo sie minderwertige Ware, schlechte Arbeit oder Verstöße vermutete, ein Recht, das bis in das 18. Jahrhundert ausgeübt wurde. Die Beschränkungen wurden später gelockert und verschwanden schließlich ganz.
Beitreten konnte man der Clockmakers Company durch eine erfolgreiche Lehre bei einem freien Uhrmacher, durch Zahlung einer Ablöse oder durch das Patrimonium, dem Recht des Kindes, seinem Elternteil in die Company zu folgen.
Die Company wurde (und wird auch heute noch) durch einen Court (vergleichbar einer Kammer) geführt, dem zehn oder mehr gewählte Assistants (Assistenten) angehörten. Dieser Court bestimmte jährlich einen „Master“ und drei „Warden“ als offizielle Vertreter und einen „Secretary“, der sich um das Tagesgeschäft kümmerte. Master, deren Jahr abgelaufen war, fielen zurück auf den Rang eines Assistant.
Heute ist die Clockmakers Company, so wie die meisten Livery Companies, eine karitative Institution. Sie verleiht weltweit Tompion- und Harrison-Goldmedaillen für außergewöhnliche Leistungen der Uhrmacherkunst. Das Motto der Company lautet Tempus Rerum Imperator (zu deutsch etwa: Die Zeit ist der Herrscher (über) alle Dinge).

## Bibliothek und Museum
Die Bibliothek der Clockmakers Company wurde 1813 gegründet. Sie bestand zunächst aus sehr alten Manuskripten der Company, auf welchen die meisten heutigen Publikationen über Britische Uhrmacher basieren. Die Bibliothek wuchs schnell um Bücher an, die oft durch den Autor selbst vorgelegt oder durch berühmte Uhrmacher kommentiert wurden und enthält eine Vielzahl sehr seltener Bände. 1925 wurde die Sammlung mit Zustimmung der Corporation of London in die Bibliothek der Guildhall verbracht, so dass sie der Öffentlichkeit frei zugänglich gemacht werden konnte.
Die Uhrensammlung wurde in 1814 begonnen und ist die älteste Uhrensammlung der Welt. Sie befindet sich seit 1874 ebenfalls in der Guildhall Library. Die Sammlung wird in einem einzigen Raum gezeigt, umfasst etwa 600 Kleinuhren, 30 Großuhren und 15 Marinechronometer zusammen mit einer Reihe von seltenen Uhrmacherporträts. Die meisten Stücke stammen aus dem Zeitraum von 1600 bis 1850. In der Kollektion ist auch der Marinechronometer „H5“ von John Harrison zu finden.

## Gründungsmitglieder
- Master: David Ramsay
- Warden: Henry Archer, Sampson Shelton und John Willowe
- Assistant: Simon Bartram, John Charlton, Edward East, Francis Foreman, John Harris, Samuel Linnaker, John Midnall, Richard Morgan, John Smith und James Vantrollier

## Weitere bekannte Mitglieder
| - John Arnold (1736–1799) - John Roger Arnold (1769–1843), Master (1817) - Paul Philipp Barraud (1750–1820), Master (1810–1811) - Nathaniel Barrow (?–1699), Master (1689) - George Daniels (1926–2011), Master | - Charles Frodsham (1810–1871), Master (1855–1862) - Edward Daniel Johnson (1816–1889), Assistant (1881) - Thomas Tompion (1639–1713), Master (1704) - Daniel Quare (1648–1724), Master (1708) - Benjamin Louis Vulliamy (1780–1854), Warden (1821–1825) |